# جوزيف إف. إغان
جوزيف إف. إغان هو سياسي أمريكي، ولد في 1917، وتوفي في 22 مارس 1964. نشط حزبياً في الحزب الجمهوري. وقد انتخب عضو جمعية ولاية نيويورك ‏.